# Granica mołdawsko-ukraińska
     Naddniestrze
     Mołdawia

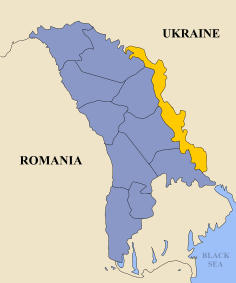
Naddniestrze
Mołdawia

Granica mołdawsko-ukraińska — granica państwowa pomiędzy Ukrainą oraz Mołdawią, istniejąca od ogłoszenia przez oba kraje niepodległości po rozpadzie ZSRR. Część granicy Mołdawii z Ukrainą jest faktycznie granicą Ukrainy z Naddniestrzem, którego deklaracji niepodległości od Mołdawii nie uznaje żadne państwo na świecie.

## Przebieg granicy
Granica mołdawsko-ukraińska ma długość 939 km, w tym granica naddniestrzańsko-ukraińska liczy 405 km.
Granica zaczyna się na trójstyku z Rumunią i biegnie na wschód do Mohylowa Podolskiego, gdzie wchodzi do koryta Dniestru i jednocześnie zakręca na południowy wschód. W okolicy Nimereuki zaczyna się terytorium Naddniestrza. Granica biegnie dalej na południowy wschód, równolegle do położonego kilkanaście kilometrów na zachód Dniestru. Na wysokości Purcari kończy się terytorium Naddniestrza, po kilku kilometrach granica zakręca na zachód w stronę miasta Basarabeasca, po czym skręca na południe i podąża do Dunaju w pobliżu Gałacza, gdzie znajduje się trójstyk z Rumunią.